# Alfredo Caral

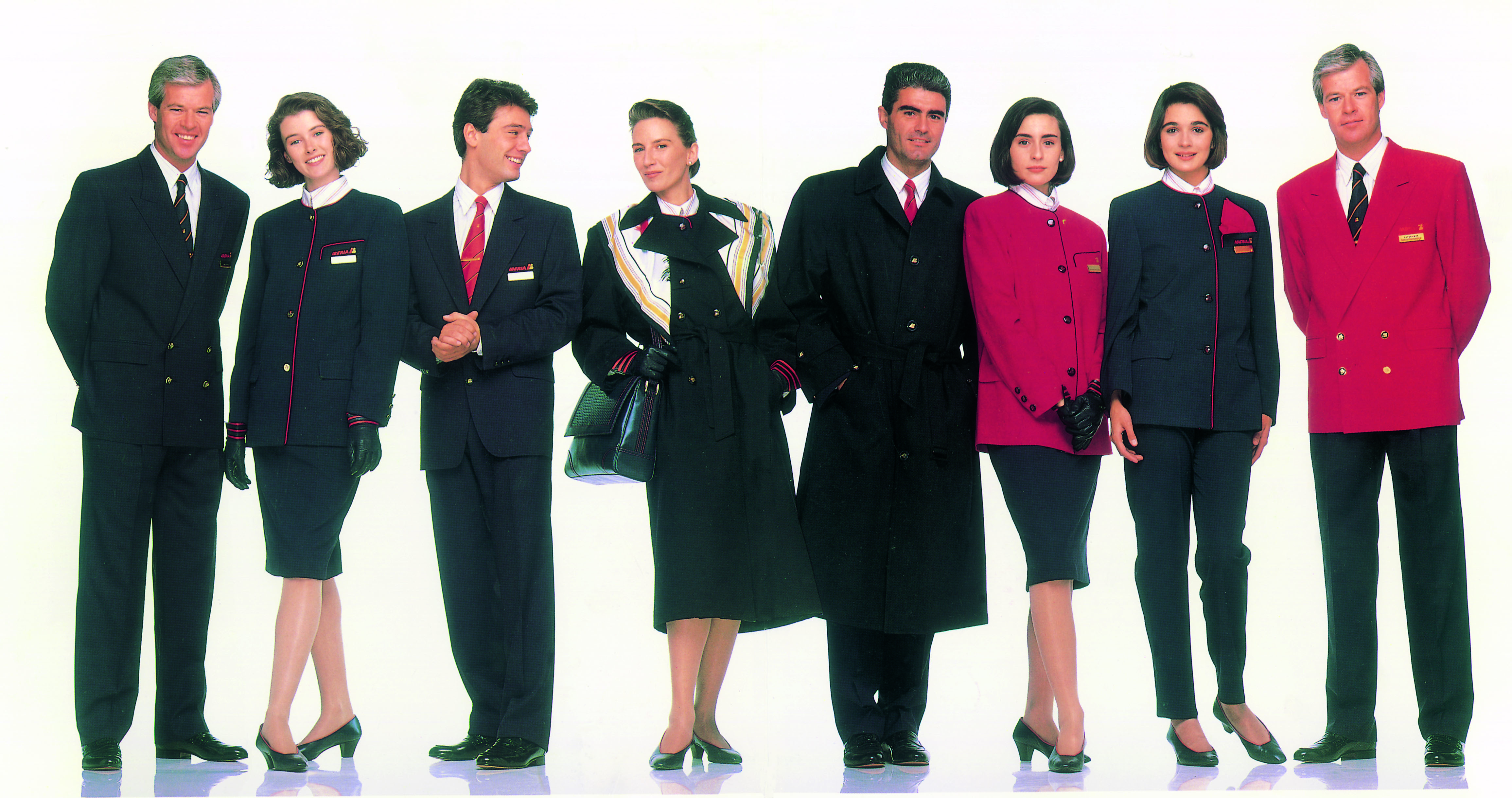
uniformes diseñados para Iberia

Alfredo Caral (Madrid, 1944 - Murcia, 2021) fue un diseñador de moda español. 
Vistió a personalidades como Sofía de Grecia, Cayetana Fitz-James Stuart, Carmen Romero, entre otras.

## Biografía
Empezó en el negocio familiar de sus padres en el madrileño del Mercado de la Paz, en el barrio de Salamanca, donde gestionaban una perfumería. En este lugar fue donde Alfredo inició su interés en el cuidado de la belleza de la mujer, primero en cosmética y perfumería, para introducirse poco a poco en el mundo del maquillaje, llegando a realizar cursos en Nueva York. En aquel entonces, fue un «reputado maquillador».
A través de la cosmética y del maquillaje se fue adentrando en la moda, hasta fundar su propio taller de costura y a finales de los años 1970 presentó su primera colección en el Hotel Villa Magna de Madrid. Mítica fue su tienda de moda, en la calle Serrano en donde combinaba moda, cosmética, perfumería y además escuela de protocolo y de modelaje.
Varias de sus colecciones fueron presentadas de forma habitual en la Pasarela Cibeles de Madrid, hoy MBFW de Madrid, también presentó sus colecciones a nivel internacional, en ciudades como Londres, Washington, México D.F. o Ámsterdam.
Fue seleccionado por la compañía Iberia para realizar sus uniformes de tierra, vuelo y pilotos, presentes desde el año 1989 hasta el año 2005, tras ganar un concurso realizado por la compañía. También diseñó uniformes para Renfe, Telefónica o Aviaco.
Durante una época compaginó su trabajo en París y Milán, con la creación de sus colecciones en su propio taller y showroom en Madrid. Alfredo Caral también trabajó en el vestuario de cine y teatro, entre ellos, en las películas como Un paraguas para tres de Felipe Vega o Laberinto de pasiones y Entre tinieblas de Pedro Almodóvar, entre otros.
Falleció en Murcia el 2 de octubre de 2021 debido a una hemorragia cerebral.